# Deus Ex: Mankind Divided
Deus Ex: Mankind Divided je akční RPG vyvíjené studiem Eidos Montréal a vydané firmou Square Enix. Hra byla vydána 23. srpna 2016 na Microsoft Windows, Xbox One a PlayStation 4. Verze pro Linux a MacOS byly uvedeny později roku 2016 a 2017. Hra navazuje na předchozí díl Deus Ex: Human Revolution z roku 2011 a je čtvrtou hrou v sérii Deus Ex.
Děj je zasazen do kyberpunkové budoucnosti roku 2029, což je dva roky po konci Deus Ex: Human Revolution. Hlavní postavou hry je Adam Jensen, silně augmentovaný dvojitý agent Task Force 29 a hackerské skupiny Juggernaut Collective. Hra nabízí různé způsoby procházení - stealth, hackování nebo použití hrubé síly. Navíc jde celou hru projít bez jediného zabití, včetně posledního bosse. Tyto rozdíly v hratelnosti jsou umožněny vylepšováním Adamových implantátů, kterými si hráč vybírá svůj styl hraní. Hlavními motivy hry je diskriminace, chudoba, konspirace, přežití lidstva a vylepšování lidských těl - transhumanismus.